# The Silver Horde (film, 1930)
Pour le film de 1920, voir La Horde d'argent.
The Silver Horde est un film américain réalisé par George Archainbaud, sorti en 1930.
C'est la deuxième adaptation au cinéma d'un roman de Rex Beach, après La Horde d'argent (The Silver Horde) sorti en 1920.

## Synopsis
Dans la nature sauvage de l'Alaska, Boyd Emerson et Fraser arrivent en traîneau à chiens dans un village. Ils sont surpris de recevoir un accueil glacial de la part de ses habitants. Boyd se dispute avec George Balt, un habitant du village, mais Cherry Malotte met fin à cette dispute. Elle invite les nouveaux venus à dîner. Elle explique qu'ils sont impliqués dans une lutte acharnée entre deux groupes de pêcheurs rivaux, le sien et celui de Fred Marsh.
Boyd est prêt à abandonner sa quête infructueuse d'or. Cherry le remotive et le persuade de s'associer avec elle. Elle envoie Fraser et Balt à Seattle pour obtenir un prêt de 200 000 dollars auprès de Tom Hilliard, un ami banquier de Cherry, afin de reconstruire une conserverie. Après avoir conclu l'affaire, Boyd rend visite à sa fiancée, Mildred Wayland. Elle est déterminée à l'épouser, malgré le souhait de son père qu'elle épouse un homme riche : nul autre que Fred Marsh. Lorsque Marsh le provoque, Boyd dévoile ses plans sans réfléchir. Wayne Wayland et Marsh conspirent et obtiennent le retrait du financement de Cherry.

## Fiche technique
- Réalisation : George Archainbaud
- Scénario : Wallace Smith d'après le roman The Silver Horde de Rex Beach (1909)
- Producteur : William LeBaron
- Photographie : Leo Tover, John W. Boyle
- Montage : Otto Ludwig
- Genre : Mélodrame[1]
- Production : A Radio Picture
- Distributeur : RKO Radio Pictures Inc.
- Durée : 75 minutes (8 bobines)[2]
- Dates de sortie :
  - États-Unis : 24 octobre 1930 (Première à New York City)
  - États-Unis : 25 octobre 1930

## Distribution
- Evelyn Brent : Cherry Malotte
- Louis Wolheim : George Balt
- Jean Arthur : Mildred Wayland
- Raymond Hatton : Fraser
- Blanche Sweet : Queenie
- Gavin Gordon : Fred Marsh
- Purnell Pratt : Wayne Wayland
- William Davidson : Tom Hilliard
- Ivan Linow : Svenson
- Joel McCrea : Boyd Emerson

parmi les acteurs non crédités :

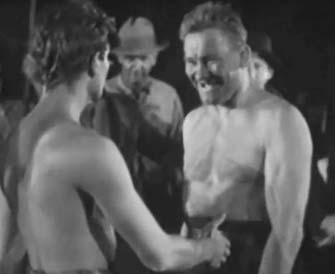
Ivan Linow et Joel McCrea dans une scène du film.

- James Dime : participant au combat
- Dick Curtis : observateur du combat
- Dennis O'Keefe : invité au night club
- Robert Homans : Valet

## Production
Le film a été tourné à Ketchikan en Alaska. Le titre du film fait référence à la pêche au saumon et à leur couleur argentée.